# Sag, dass du mich liebst
Sag, dass du mich liebst (Originaltitel Someone is watching) ist ein Kriminalroman der kanadischen Schriftstellerin Joy Fielding aus dem Jahr 2014. Er thematisiert unter anderem Gewalt gegen Frauen, Erbstreitigkeiten und Stalking.

## Handlung
Die angestellte Privatermittlerin Bailey Carpenter wird bei einer Observation in Miami brutal vergewaltigt. Der Täter fordert sie auf, ihm zu sagen, dass sie ihn liebe. Dies ist einer der wenigen Anknüpfungspunkte für die Ermittlungen der Polizei. Denn abgesehen davon, dass der Täter Jeans und schwarze Nike-Sneaker trug und nach Mundwasser roch, hat er keine Spuren hinterlassen. Es scheint sich bei ihm um einen absoluten Durchschnittstypen zu handeln, weshalb die traumatisierte Bailey in etlichen normal gebauten Männern mittleren Alters fortan ihren mutmaßlichen Vergewaltiger erkennt. Da wären die Pförtner in ihrem Wohnhaus (Finn, Wes und Stanley), Kollegen und berufliche Bekannte, männliche Polizisten, Handwerker und Bauarbeiter, ihr Ex-Freund Travis sowie die Nachbarn David Trotter und Paul Giller. Zudem hat Bailey einen Geliebten, ihren Chef Sean Holden, sowie einen Bruder (Heath) und vier Halbbrüder (Richard, Thomas, Harrison und Gene). Bei Ermittlungen auf eigene Faust trifft sie am Tatort unter anderem noch auf den Chiropraktiker Dr. Colin Lesser. Er ist der Erste, den sie bei einem gemeinsamen Mittagessen auf den Kopf zu fragt, ob er sie vergewaltigt habe. Empört verneint Lesser und verschwindet daraufhin aus ihrem Leben.
Davon kann bei Paul Giller nicht die Rede sein. Der Schauspieler bewohnt ein Appartement, in das Bailey per Fernglas hineinschauen kann, was sie auch regelmäßig tut. Sie beobachtet Giller nahezu allabendlich beim Sex mit wechselnden Frauen. Einmal will sie auch eine Prügelattacke Gillers auf seine Freundin Elena gesehen haben. Sie alarmiert die Polizei, die aber vor Ort feststellt, dass Elena unversehrt ist.
Nach einer ganzen Reihe falscher Anschuldigungen gegen vermeintliche Vergewaltiger zieht Baileys Halbschwester Claire mit ihrer 16-jährigen Tochter Jade bei Bailey ein. Die Schwestern stehen sich mittlerweile sehr nahe, obwohl sie nicht die gleiche Mutter haben und der gemeinsame Vater seinen jüngeren Kindern Bailey und Heath mehr vermacht hat als Claire und den anderen. Bailey, Claire und Jade teilen ein Laster: Sie können nicht davon ablassen, Paul Giller durch das Fernglas bei seinem Treiben zuzusehen.
Aber Bailey sieht mehr als die anderen. Sie meint zu erkennen, wie Giller in Richtung ihres Appartement winkt – allerdings immer nur, wenn sie das Fernglas hält. Als Giller seine Freundin vor Baileys Augen zu ermorden scheint, ist schon nicht mehr klar, ob Baileys Fantasie mit ihr durchgegangen ist. Sie ist sich ihrer Sinne selbst nicht mehr sicher.
Als Jade gegenüber Bailey preisgibt, dass auch sie das nächtliche Telefonklingeln hört, wird Bailey wieder selbstbewusster. Das Klingeln ist real und könnte ein gewiefter Trick Gillers sein – ein Weckruf, mit dem Giller sicherstellen will, dass Bailey zum Fernglas greift und sein Appartement beobachtet. Dort, so die Theorie von Bailey und Jade, führt Giller dann gestellte Straftaten auf, die Bailey zwar melden, aber nicht nachweisen kann, was sie in den Augen der Polizei zunehmend verrückt erscheinen lassen soll.
Jade beschließt kurzerhand, in Gillers Appartement einzubrechen und dort nach Hinweisen zu suchen. Sie bleibt dabei nicht unentdeckt: Wie besprochen schaut Bailey durch das Fernglas zu; gänzlich unerwartet kehrt jedoch Giller zurück und setzt Jade in seiner Wohnung fest. Bailey eilt sofort hinüber, während Giller per Telefon seine Auftraggeberin verständigt: Es ist Claire, Baileys Halbschwester. Sie hat Giller angeheuert, damit er Bailey in den Wahnsinn treibt und diese in der rechtlichen Auseinandersetzung um das Erbe als unzurechnungsfähig eingestuft wird. Außerdem ist nun klar: Giller ist nicht der Mann, der Bailey vergewaltigt hat.
Jade ist von der Skrupellosigkeit ihrer Mutter schockiert und zieht bei Bailey ein. Auf die Dauer ist ihr das Schlafsofa allerdings zu unbequem. Sie will es loswerden und arrangiert mit dem Pförtner Wes ein Treffen in Baileys Wohnung, denn Wes ist an dem Sofa interessiert. Als Finn seinen Kollegen Wes über das Telefon für den Termin ankündigt, gerät Bailey in Panik, da Jade noch außer Haus ist und sie somit alleine mit Wes in der Wohnung wäre. Bailey bittet daher Finn, zu dem sie mehr Vertrauen hat, Wes unter einem Vorwand zu begleiten. Finn gibt also vor, auch an dem Sofa interessiert zu sein. Doch natürlich verläuft das Verkaufsgespräch zugunsten von Wes. Auf dem Weg nach draußen flüstert Bailey Finn ihren Dank zu. Durch dessen kurze Antwort nimmt sie sein Mundwasser wahr und erkennt plötzlich, dass Finn ihr Vergewaltiger ist. Als Finn bemerkt, dass Bailey ihn enttarnt hat, stürzt er sich auf sie, kann sie jedoch nicht überwältigen. Diesmal siegt Bailey: Sie sticht Finn mit einer Schere nieder.

## Rezeption
Im angelsächsischen Sprachraum erhielt Someone is watching gute Kritiken. Publishers Weekly bezeichnet den Thriller als fesselnd. Die Charaktere pulsierten vor Leben, wobei die Figur Jade – eine frivole Jugendliche – alle anderen in den Schatten stelle. Nicht ganz so euphorisch ist der Star aus Fieldings Heimatstadt Toronto, der eine solide Spannung ausmacht, während er die Schreibkunst der Autorin jedoch auf die Bedienung der Eskapismus-Fantasien ihrer weiblichen Leserschaft reduziert.
Über Sag, dass du mich liebst berichten beispielsweise die Oberösterreichischen Nachrichten. Sie zählen die deutschsprachige Übersetzung zu „den besten Krimis des Herbstes“ 2014. Der Psychothriller um die Ängste einer jungen Frau sei spannend, man lege ihn „nur schwer aus der Hand“. Der Borromäusverein entdeckt zwei unterschiedliche Geschwindigkeiten, mit denen Fielding operiert: Einerseits schildere die Autorin „schön langsam“, wie die Polizei der Hauptfigur Bailey Carpenter immer weniger glaube, andererseits komme der Leser „so schnell ins Grübeln, was sich womöglich nur im Gehirn von Carpenter abspielt“. Die Lösung (Finn ist der Vergewaltiger) findet der Borromäusverein unerwartet.

## Ausgaben
- Joy Fielding: Someone is watching. Ballantine Books, New York 2015, ISBN 978-0-553-39063-6.
- Joy Fielding: Sag, dass du mich liebst. Übersetzung Kristian Lutze. Goldman Verlag, München 2014, ISBN 978-3-442-31271-9.